# SpaceX Merlin

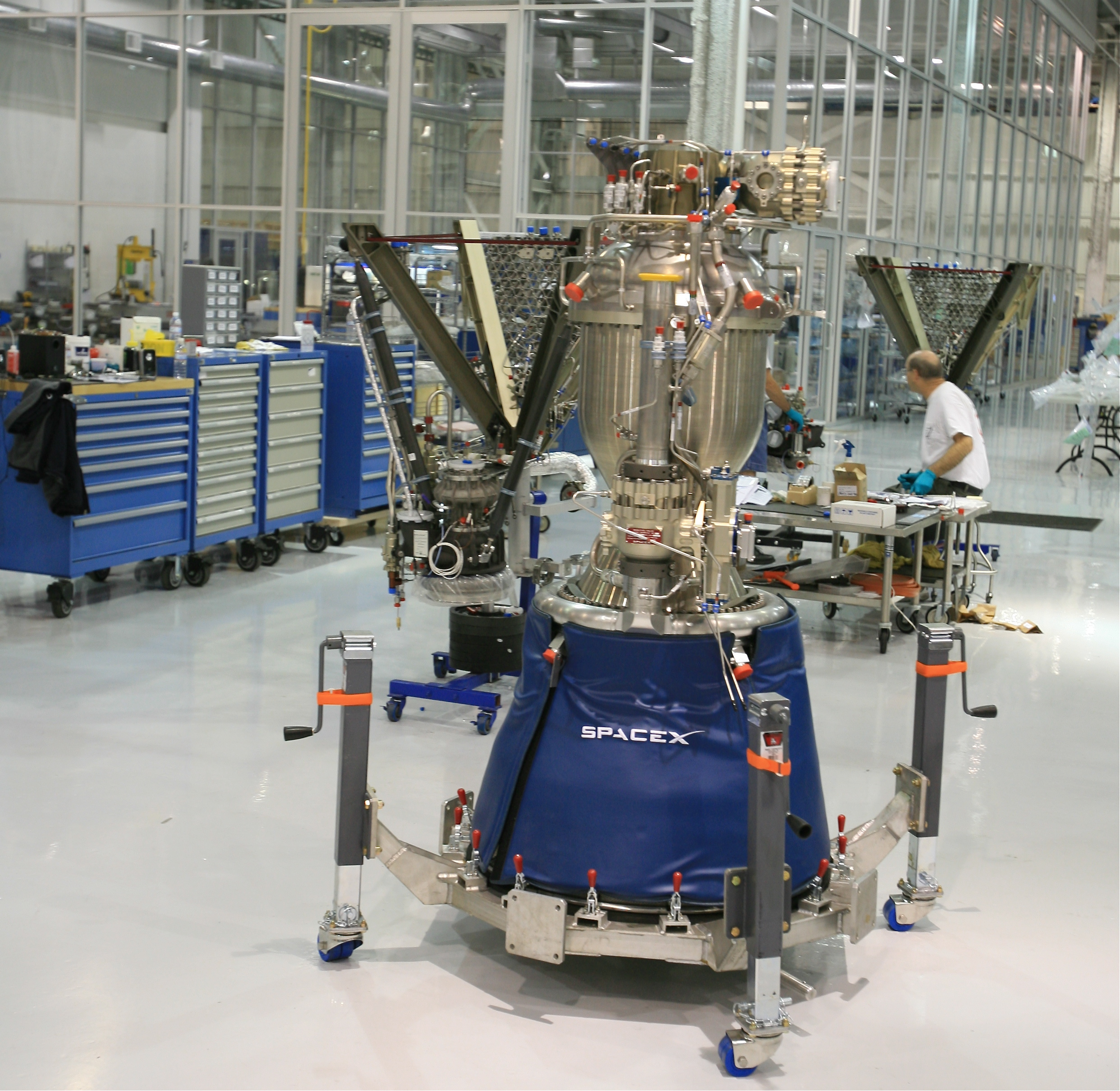
Um motor Merlin 1C em construção na fábrica da SpaceX.

Merlin é uma família de motores de foguetes projetados pela SpaceX para uso em seus foguetes Falcon 1, Falcon 9 e Falcon Heavy. Os motores Merlin usam RP-1 e LOX como combustível. O Merlin foi originalmente projetado para ser recuperado no mar e reusado.
Os modelos constituintes são:
- Merlin 1A - O modelo inicial usava câmara de combustão fabricada com material não abrasivo. Voou apenas duas vezes no Falcon 1, sendo que uma falhou.
- Merlin 1B - Evolução do modelo inicial, mas não chegou a ser usado em voo.
- Merlin 1C - Revisão completa do projeto, passando a usar câmara de combustão com resfriamento regenerativo.
- Merlin Vacuum (1C) - Variante do modelo 1C, para ser usada em ambiente sem gravidade, inclui, entre outras adaptações, uma tubeira maior.
- Merlin 1D - Modelo com quase o dobro da potência do modelo 1C. Atualmente utilizado no primeiro estágio dos foguetes Falcon 9.
- Merlin Vacuum (1D) - Variante do modelo 1D, para ser usada em ambiente sem gravidade, com uma tubeira maior. Atualmente utilizado no segundo estágio dos foguetes Falcon 9